# Kai Wenzel
Kai Wenzel (* 1978 in Bautzen) ist ein deutscher Kunsthistoriker, Kurator und Autor. Seine wissenschaftlichen Forschungen konzentrieren sich auf die Kunstgeschichte des östlichen Mitteleuropas, insbesondere die historischen Landschaften Böhmen, Sachsen, Schlesien und Oberlausitz vom Spätmittelalter bis zur Moderne.
Kai Wenzel studierte von 1998 bis 2004 Kunstgeschichte und Amerikanistik an der Universität Leipzig und der Karls-Universität Prag. Von 2004 bis 2005 forschte er als wissenschaftlicher Mitarbeiter am Leibniz-Institut für Geschichte und Kultur des östlichen Europa. In den Jahren 2000 bis 2004 war er Stipendiat der Studienstiftung des deutschen Volkes sowie von 2005 bis 2007 Stipendiat der Zeit-Stiftung. 2006 wurde Wenzel mit dem Hermann-Knothe-Preis der Oberlausitzischen Gesellschaft der Wissenschaften geehrt. 2008 trat er die Nachfolge von Marius Winzeler am Kulturhistorischen Museum der Görlitzer Sammlungen für Geschichte und Kultur an, der als Direktor an die Städtischen Museen Zittau wechselte. Wenzel ist stellvertretender Direktor der Görlitzer Sammlungen für Geschichte und Kultur und in diesen als Kurator für die Kunstsammlungen sowie für die wissenschaftsgeschichtlichen Sammlungen zuständig. Von 2013 bis 2022 war er Mitglied des Präsidiums der Oberlausitzischen Gesellschaft der Wissenschaften und Mitherausgeber des Neuen Lausitzischen Magazins. Seit 2011 ist er Mitglied des Stiftungsvorstands der Erna von Dobschütz Stiftung. Kai Wenzel ist Bruder des Fotografen, Autors und Verlegers Jan Wenzel (* 1972), dem Mitinhaber des Verlags Spector Books.

## Schriften (Auswahl)
- Franz Gareis (1775–1803), zum Maler geboren: Gemälde, Zeichnungen und Druckgrafik eines Wegbereiters der deutschen Romantik (gemeinsam mit Marius Winzeler), Oettel, Görlitz-Zittau 2004, ISBN 978-3-932693-81-6
- Architektur auf Zeit. Baracken, Pavillons, Container,  Metrozones 7 (gemeinsam mit Axel Doßmann und Jan Wenzel), BBooks, Berlin 2006, ISBN 978-3-933557-66-7
- Bautzens verschwundene Kirchen (gemeinsam mit Silke Kosbab), Lusatia, Bautzen 2008, ISBN 978-3-936758-48-1
- Meisterwerke auf Papier: Das Graphische Kabinett zu Görlitz (gemeinsam mit Anke Fröhlich und Constanze Herrmann), Janos Stekovics, Dößel 2009, ISBN 978-3-89923-233-2
- Kunst und Wissenschaft um 1800. Die Sammlungen der Oberlausitzischen Gesellschaft der Wissenschaften zu Görlitz, Beiträge von Ines Anders, Bernd-Ingo Friedrich, Tino Fröde, Constanze Herrmann, Steffen Menzel, Jasper von Richthofen, Anke Tietz, Kai Wenzel und Matthias Wenzel, Kerber, Bielefeld 2011, ISBN 978-3-86678-535-9
- Unsterblicher Ruhm: Das Epitaph des Gregorius Mättig und die Kunst des 17. Jahrhunderts in der Oberlausitz, Hrsg.: Uwe Koch und Kai Wenzel, Oettel, Görlitz-Zittau 2014, ISBN 978-3-944560-05-2
- Markus Draper. Inge zu Fuß zur Arbeit, Hrsg.: Markus Draper und Kai Wenzel, Spector Books, Leipzig 2015, ISBN 978-3-95905-031-9
- Der Dom St. Petri zu Bautzen Schriftenreihe des Archivverbundes Nr. 4 (gemeinsam mit Birgit Mitzscherlich und Nicole Wolfarth), Lusatia-Verlag, Bautzen 2016, ISBN 978-3-929091-97-7
- Zwischen mächtigen Fürsten. Der Adel der Oberlausitz in vergleichender Perspektive (16.-19. Jahrhundert), Hrsg.: Lars-Arne Dannenberg und Kai Wenzel, Oettel, Görlitz-Zittau 2016, ISBN 978-3-944560-22-9
- Gestaltungsräume. Studien zur Kunstgeschichte in Mittel- und Ostmitteleuropa. Festschrift zu Ehren von Prof. Dr. Michaela Marek, Hrsg.: Susanne Kimmig-Völkner, Eva Pluharová-Grigiene und Kai Wenzel, Schnell & Steiner, Regensburg 2017, ISBN 978-3-7954-3078-8
- Im Moment: Fotografie aus Sachsen und der Lausitz, Hrsg.: Silke Wagler und Kai Wenzel, Sandstein, Dresden 2017, ISBN 978-3-95498-348-3
- Unerhört! Expressionismus in Görlitz (gemeinsam mit Ines Haaser), Oettel, Görlitz-Zittau 2018, ISBN 978-3-944560-53-3
- Bautzen: Architektur · Kunst · Geschichte, Sandstein, Dresden 2018, ISBN 978-3-95498-413-8
- Im Moment. Neue Forschungen zur Fotografie aus Sachsen und der Lausitz, Hrsg.: Silke Wagler und Kai Wenzel, Sandstein, Dresden 2020, ISBN 978-3-95498-468-8
- 500 Jahre Taucherfriedhof Bautzen (Schriftenreihe des Archivverbundes), (gemeinsam mit Heinz Henke und Christoph Kretschmer), Mitteldeutscher Verlag, Halle/Saale 2023, ISBN 978-3-96311-605-6
- Kunst/Konflikt. Malerei und Grafik von Peter Glomp (gemeinsam mit Rudolf Koloc), Königshain 2024, ISBN 978-3-00-079249-6
- Die Suchenden. Die Kunst des Jakob-Böhme-Bundes, Verlag Gunter Oettel, Görlitz/Zittau 2024, ISBN 978-3-910669-12-3